# Laslo Đere
Laslo Đere (en serbi: Ласло Ђере; en hongarès: Györe László; Senta, Sèrbia, 2 de juny de 1995) és un tennista professional serbi d'origen hongarès.
En el seu palmarès hi ha dos títols individuals en el circuit ATP i va arribar al 27è lloc del rànquing mundial. Va formar part de l'equip serbi de Copa Davis i va arribar a les semifinals del torneig l'any 2017.

## Biografia
Fill de Hajnalka i Csaba (o Čaba) Đere, els seu pares eren hongaresos i formaven part de la comunitat hongaresa de Sèrbia. Té una germana anomenada Judit. Els seus pares van morir a causa d'un càncer, i els va dedicar el seu primer títol individual del seu palmarès.
Va començar a jugar a tennis amb cinc anys amb el seu pare.

## Palmarès

### Individual: 6 (3−3)
| Llegenda                          |
| --------------------------------- |
| Grand Slams (0−0)                 |
| ATP Finals (0−0)                  |
| ATP World Tour Masters 1000 (0−0) |
| ATP World Tour 500 (1−1)          |
| ATP World Tour 250 (2−2)          |

| Títols per superfície |
| --------------------- |
| Dura (0−1)            |
| Gespa (0−0)           |
| Terra batuda (3−2)    |

| Resultat  | Núm. | Data                 | Torneig                     | Superfície   | Oponent               | Marcador         |
| --------- | ---- | -------------------- | --------------------------- | ------------ | --------------------- | ---------------- |
| Guanyador | 1.   | 24 de febrer de 2019 | Rio de Janeiro, Brasil      | Terra batuda | Félix Auger-Aliassime | 6−3, 7−5         |
| Guanyador | 2.   | 18 d'octubre de 2020 | Pula, Itàlia                | Terra batuda | Marco Cecchinato      | 7−6(3), 7−5      |
| Finalista | 1.   | 11 d'abril de 2021   | Càller, Itàlia              | Terra batuda | Lorenzo Sonego        | 6−2, 6−7(5), 4−6 |
| Finalista | 2.   | 27 d'agost de 2022   | Winston-Salem, Estats Units | Dura         | Adrian Mannarino      | 6−7(1), 4−6      |
| Finalista | 3.   | 30 de juliol de 2023 | Hamburg, Alemanya           | Terra batuda | Alexander Zverev      | 5−7, 3−6         |
| Guanyador | 3.   | 2 de març de 2025    | Santiago, Xile              | Terra batuda | Sebastián Báez        | 6−4, 3−6, 7−5    |

## Trajectòria

### Individual
| Open d'Austràlia | A   | Q1  | Q2  | 1R    | 1R    | 1R   | 1R    | 1R    | 2R | 1R | 0 / 7     | 1 – 7     |
| Roland Garros | Q1  | 1R  | Q2  | 1R    | 3R    | 1R   | 3R    | 2R    |    |    | 0 / 6     | 5 – 6     |
| Wimbledon | A   | A   | Q2  | 1R    | 2R    | NC   | 2R    | 1R    |    |    | 0 / 4     | 2 – 4     |
| US Open | Q1  | Q2  | A   | 2R    | 1R    | 1R   | 1R    | 1R    | 3R |    | 0 / 6     | 3 – 6     |
| Total Victòries–Derrotes                                                                                                   | 0−1 | 0−1 | 7−5 | 12−17 | 20−22 | 13−9 | 23−26 | 21−25 |    |    | 108 – 117 | 108 – 117 |
| Rànquing a final d'any | 186 | 185 | 88  | 93    | 38    | 57   | 52    | 70    |    |    |           |           |
| Llegenda: G: Guanyador; F: Finalista; SF: Semifinalista; QF: Quarts de final; Q: Qualificació; A: Absent; RR: Round Robin; |     |     |     |       |       |      |       |       |    |    |           |           |

### Dobles masculins
| Open d'Austràlia | A   | A   | 1R  | 2R  | 1R  | A  | 1R | 0 / 4  | 1 – 4  |
| Roland Garros | A   | A   | A   | A   | A   |    |    | 0 / 0  | 0 – 0  |
| Wimbledon | A   | 1R  | NC  | 1R  | 1R  |    |    | 0 / 3  | 0 – 3  |
| US Open | A   | 1R  | A   | 1R  | A   | 2R |    | 0 / 3  | 1 – 3  |
| Total Victòries–Derrotes                                                                                                   | 0−1 | 0−6 | 0−2 | 2−7 | 0−5 |    |    | 2 – 23 | 2 – 23 |
| Rànquing a final d'any | 94  | 38  | 57  | 52  | 70  |    |    |        |        |
| Llegenda: G: Guanyador; F: Finalista; SF: Semifinalista; QF: Quarts de final; Q: Qualificació; A: Absent; RR: Round Robin; |     |     |     |     |     |    |    |        |        |